# Bueu
Bueu – gmina w Hiszpanii, w prowincji Pontevedra, w Galicji, o powierzchni 30,84 km². W 2011 roku gmina liczyła 12 373 mieszkańców.